# Reema Juffali
Reema Juffali (Yeda, Arabia Saudita, 18 de enero de 1992) es una piloto de automovilismo saudí. 
Pidió su licencia deportiva en su país natal en septiembre de 2017, cuando se derogó la ley que prohibía a las mujeres conducir. En el año 2019, Juffali participó en la Fórmula 4 Británica, finalizando en la posición 13 en el campeonato. También participó ese año en MRF Challenge y en una prueba no puntuable de Fórmula 4 EAU.
Es la primera mujer árabe en competir como piloto en una carrera celebrada en Arabia Saudita, en concreto en la Jaguar I-Pace eTrophy.